# Anyphaena bispinosa
Anyphaena bispinosa là một loài nhện trong họ Anyphaenidae.
Loài này thuộc chi Anyphaena. Anyphaena bispinosa được Elizabeth Bangs Bryant miêu tả năm 1940.